# Techint
Techint ist ein argentinisches Unternehmen mit Firmensitz in Buenos Aires. Als Mischkonzern ist Techint vorwiegend in den Bereichen Bauwesen und Stahlproduktion tätig.

## Geschichte
Gegründet wurde das Unternehmen 1945 von dem italienischen Einwanderer Agostino Rocca als Compagnia Tecnica Internazionale.

### Das Unternehmen unter Roberto Rocca
1978 übernahm sein Sohn Roberto die Geschäftsführung. Unter dessen Führung expandierte Techint in den 1980er Jahren innerhalb Argentiniens insbesondere durch Aufträge für öffentliche Bauten. Das Stahlwerk Siderca in Campana wurde zu einem der größten Werke für nahtlose Stahlrohre weltweit, die in der Öl- und Gaswirtschaft benötigt werden. Zusätzlich übernahm Techint Stahlwerke in Mexiko, Japan (NKK), Kanada, Brasilien und Venezuela. In Italien gehörte zudem das Dalmine-Stahlwerk zur Gruppe. Techint machte sich außerdem als Pipeline-, Raffinerie- und Elektrizitätsleitungs- und Kraftwerksunternehmen einen Namen, das in den 1990er Jahren international expandierte, vor allem in Lateinamerika, aber auch in Italien, Japan, Kanada, Nigeria und Saudi-Arabien.
Von der argentinischen Regierung erwarb Rocca das ehemalige Militärunternehmen Somisa (Sociedad Mixta Siderurgia Argentina), das Flachstahl für die Automobilindustrie herstellte. Er benannte das Unternehmen in Siderar um. Bei Roccas Tod hatte Techint etwa 50.000 Mitarbeiter weltweit, einen jährlichen Umsatz von 7,5 Mrd. US-Dollar und Produktionskapazitäten für fast 10 Mio. Tonnen Stahl pro Jahr.
2002 wurde aus Techint der Pipelinebereich in ein neues Unternehmen mit dem Namen Tenaris (auch Grupo DST) ausgegliedert, dessen Vorstandsvorsitzender Rocca ebenfalls war. Tenaris wurde zu einem der größten Stahlrohrhersteller mit acht Fabriken und mehr als 13 Prozent Marktanteil weltweit.
Im Rahmen der Diversifizierung des Geschäfts war 1981 ein Erdölunternehmen namens Tecpetrol gegründet worden, welches in Argentinien, Venezuela, Ecuador, Bolivien, Brasilien und Kolumbien in der Erdölprospektion, -erschließung und -förderung tätig war und ist. 1997 wurde die Telekommunikationsgesellschaft Techtel ins Leben gerufen.
Außerdem hielt die Gruppe Beteiligungen an dem ehemaligen Staatsunternehmen Transportadora Gas del Norte, am Ferroexpreso Pampeano – dem Bahntransportunternehmen von Rosario nach Bahía Blanca, dem Straßenkonzessionsunternehmen Caminos del Oeste. Auch ein Müllentsorgungsunternehmen und ein Krankenhaus gehören zur Unternehmensgruppe.

## Konzern
Zum Konzern Techint gehören unter anderem die italienische Tenaris und die argentinische Ternium. Über die italienische Tochter Tenova SpA (5000 Mitarbeiter; 1,7 Mrd. Euro Umsatz) gehören auch die deutsche TAKRAF, die Untergruppe Tenova LOI Italimpianti (Industrieofenhersteller, Führungsgesellschaft LOI Thermprocess GmbH, Essen) und der südafrikanische Bergbauausrüster Bateman Engineering zur Gruppe.